# Disney XD (India)
Disney XD fue un canal de televisión por cable de origen indio, versión local del canal estadounidense Disney XD dirigido al público de la India. Fue lanzado el 14 de noviembre de 2009, reemplazando a la versión india del canal Jetix. El canal cesó emisiones el 20 de enero de 2019, dando paso a Marvel HQ.

## Programación

### Liveaction
- Aaron Stone[3]
- Agadam Bagdam Tigdam
- Big Bad Beetleborgs
- Goosebumps
- Héroe - Bhakti Hola Shakti Hai[4]
- I'm in the Band
- Mech-X4
- Muy Morphin Poder Rangers
- Par de reyes
- Power Rangers Dino Thunder
- Power Rangers Jungle Fury
- Power Rangers Lightspeed Rescue
- Power Rangers Lost Galaxy
- Power Rangers Mystic Force
- Power Rangers Ninja Storm
- Power Rangers Operation Overdrive
- Power Rangers RPM
- Power Rangers S.P.D.
- Power Rangers Time Force
- Power Rangers Wild Force
- Ryukendo[5]
- Shaka Laka Boom de boom
- Telematch
- Vicky &amp; Vetaal
- VR Troopers[6]
- Zeke & Luther
- Zoran

### Animado
- Aladdin
- American Dragon: Jake Long
- Arjun - Príncipe de Bali
- Las Aventuras de King Vikram
- Un.T.O.M
- Atomic Puppet
- El Avengers: los héroes más Poderosos de la tierra[7]
- Los Vengadores unidos
- Buzz Lightyear De Orden de Estrella[8]
- Bíceps de capitán
- Capitán Flamingo
- Chacha Bhatija
- Chip 'n Dale: Rescue Rangers
- Chorr Policía
- Dennis el Menace
- Dennis el Menace y Gnasher
- Dragon Booster
- Fantástico Cuatro[9]
- Fillmore!
- Freaktown
- Gadget &amp; El Gadgetinis
- Galactik Football
- George de la Selva
- Get Ed
- Guardianes de la Galaxia
- Howzzattt[10]
- Hulk Y los Agentes de S.M.Un.S.H.[11]
- Huntik: Buscadores & de secretos
- El Increíble Hulk
- Inspector Gadget
- Iron Man
- Hombre de hierro: Aventuras Blindadas[12]
- Viaje al Del oeste @– Leyendas del Rey de Mono
- Chut Buttowski: Suburbano Daredevil[13]
- Kid vs. Kat
- Kim Possible
- Kung Fu Bunny
- La Leyenda de Tarzan[14]
- Lego Maravilla Shorts: Avengers Reassembled
- Lego Guerras de estrella: Droid Cuentos
- Lego Guerras de estrella: El Freemaker Aventuras
- Lego Guerras de estrella: Los Aumentos de Resistencia
- Lego: Star Wars
- Luv Kushh
- Maravilla Funko Shorts
- Spider-Man (serie de televisión de 2017)
- Mickey Mouse
- La ley de Milo Murphy
- Monster Buster Club
- Motorcity
- Misterios y Feluda[15]
- P5 - Pandavas 5
- Pat &amp; Stan
- Pat & Estera (el hindi Único)
- Phineas y Ferb[16]
- Randy Cunningham: 9.º Grado Ninja[17]
- Ratz
- Recess
- Redakai: Conquista el Kairu
- Rekkit Conejo
- Shuriken School
- Slugterra
- Splatalot!
- Spider-Man
- Spider-Man and His Amazing Friends[18]
- Araña-Hombre Unlimited[19]
- Ardilla Miedosa[20]
- Star Wars Rebels
- The Super Hero Squad Show
- Super Escuadrón Ciber Monos Hiperfuerza ¡Ya!!
- TaleSpin
- Trío de Urdimbre del tiempo
- Timon & Pumba
- Tres espías sin límites
- Tron: Uprising
- Twisted Whiskers Show[21]
- Dos Más Huevos
- Ultimate Spider-Man
- ViR: El Chico de Robot
- Voltron Fuerza
- Galaxia Wander
- W.I.T.C.H
- El mundo de Quest
- Yin Yang Yo!

### Anime
- B-Daman Crossfire
- Beyblade
  - Beyblade (Estación 1)
  - Beyblade V-Fuerza
  - Beyblade G-Revolución
  - Beyblade Explosión (estación 1)
  - Beyblade Evolución de explosión
- Gon El Chico de Edad de piedra
- Heroman[22]
- Infinidad Nado
- KochiKame
- Kiteretsu
- Capitán Centella
- Luckyman
- Nintama Rantarō
- Pokémon
  - Pokémon: Batalla adelantada
  - Pokémon: Frontera de batalla
  - Pokémon: Diamond y Pearl
- Ultra B

## Historia
En diciembre de 2004, The Walt Disney Company lanzó dos canales de televisión en India (Disney Channel y Toon Disney), como parte de un esfuerzo por expandir su presencia en el mercado del sur de Asia. Ambos canales transmiten en inglés, hindi, tamil y télugu. Toon Disney comenzó con inglés, tamil y télugu y obtuvo una pista de audio en hindi el 1 de septiembre de 2005.   Toon Disney llevó el bloque de programación Jetix en India.   Entre todos los canales de televisión infantil de la India, Toon Disney tuvo el menor número de programación local. También fue uno de los principales canales infantiles indios en ese momento.  
Disney XD reemplazó a Toon Disney y Jetix en noviembre de 2009.   En diciembre de 2011, Disney India planeó lanzar pistas de audio en idioma marathi y bengalí para Disney XD en 2012 como parte de su expansión regional dentro del subcontinente indio.  El canal dejó de estar disponible en Bangladesh en febrero de 2013 por ser un servicio no aprobado; la medida se produjo cuando el gobierno prohibió las transmisiones de la serie de dibujos animados Doraemon doblada al hindi por temor a que los niños aprendieran hindi y no bengalí. 
Marvel HQ reemplazó la versión india de Disney XD el 20 de enero de 2019.  Disney India destacó que Marvel era un "fenómeno de la cultura pop" digno de un canal dedicado a Marvel.  El canal estaba dirigido a niños de entre 6 y 17 años con animación de acción, de aventuras y programación de acción en vivo.  
En el lanzamiento, la programación principal de Marvel constaría de cuatro programas animados  y el 40% de la programación total con series animadas de Marvel adicionales agregadas o temporadas iniciadas en marzo de 2019. Con el tiempo, se agregaron series animadas que no eran de Marvel como Pokémon o Beyblade. 
El 18 de octubre de 2021, Disney anunció que Marvel HQ cambiaría su nombre a Super Hungama el 1 de diciembre.  El 30 de noviembre, un día antes del lanzamiento previsto, se retrasó debido a problemas relacionados con la implementación de la Nueva Orden Tarifaria 2.0 de la Autoridad Reguladora de Telecomunicaciones de la India.  El cambio de marca se llevó a cabo el 1 de marzo de 2022. 